# Testi di esecrazione

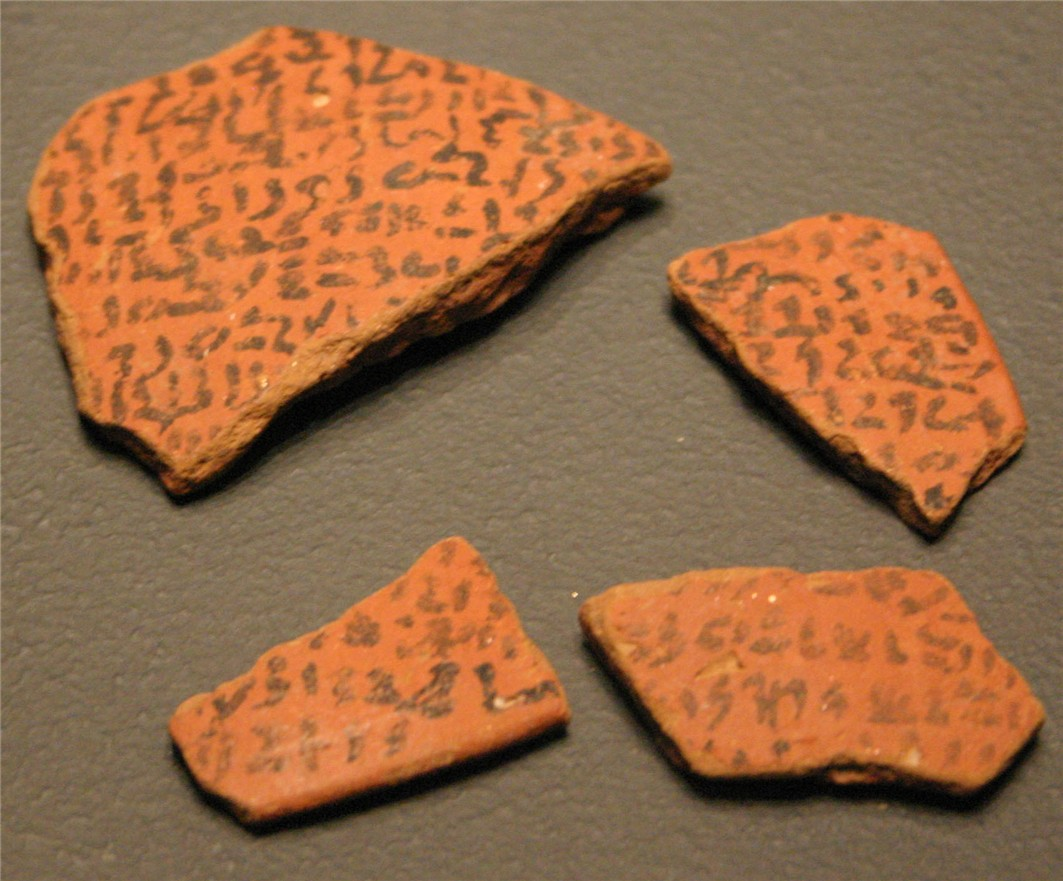
Testi di esecrazione su frammenti di vetro. Della fine del Medio Regno. Origine sconosciuta

I testi di esecrazione sono espressioni verbali con le quali nell'antico Egitto si intendeva allontanare, danneggiare o eliminare il nemico o il concittadino o, magari, il vicino di casa diventato dannoso o pericoloso. Tali testi generalmente venivano scritti su vetri o su cocci di argilla o ceramica che poi, a volte, venivano infranti e dispersi in luoghi frequentati o destinati a riti religiosi. Più che atti religiosi, tuttavia, assomigliano ad atti di magia comune o di magia simpatica che avrebbero dovuto produrre il loro effetto automaticamente; qualcuno anzi li paragona a liste di proscrizione.
L'Antico Egitto è la fonte più ricca di questi testi di esecrazione, che tendevano ad aumentare nei momenti di crisi nei rapporti con i paesi vicini; ma questa pratica non è estranea anche ad alcune altre culture.
Relativamente all'Egitto gli archeologi si sono imbattuti in diversi gruppi di tali testi, databili soprattutto all'epoca della XII dinastia, cioè prevalentemente al XIX secolo a.C.. I testi in questo caso lanciano scongiuri ed esecrazioni contro gli asiatici del Medio Oriente con i quali gli egizi erano frequentemente in guerra.
Un primo gruppo (detto ‘testi di Berlino’) venne pubblicato da Kurt Sethe nel 1926. Essi contengono circa 20 nomi di località di Canaan e Fenicia, e nomi di circa 30 persone investite di autorità presso quei popoli; in essi, forse per la prima volta secondo qualche studioso, si fa menzione di Gerusalemme. Georges Posener ne pubblicò un secondo gruppo (detto ‘testi di Bruxelles’) nel 1957. Un terzo gruppo (detto ‘testi di Margissa’) apparve nel 1990 per opera di Yvan Koenig.

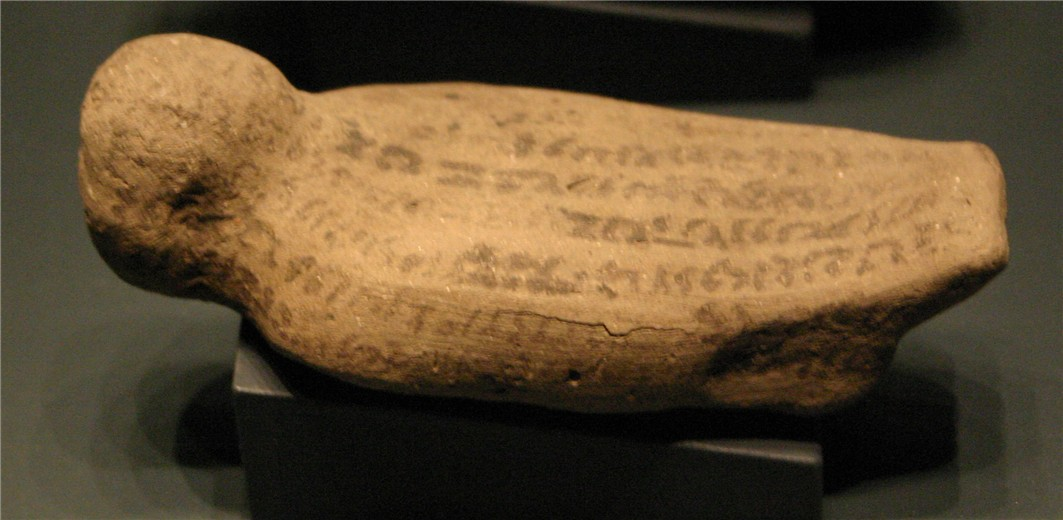
Testi di esecrazione, Medio Regno. Provenienza Saqqara

Alcuni esegeti individuano tracce di testi di esecrazione anche nella Bibbia. Sarebbe il caso, ad esempio, del salmo 136/137, 8-9:
“ Figlia di Babilonia devastatrice,

beato chi ti renderà quanto ci hai fatto.

Beato chi afferrerà i tuoi piccoli

e li sbatterà contro la pietra. "